# Viernes de Dolores (pintura)
Viernes de Dolores es un óleo sobre tela realizado por la pintora mexicana María Izquierdo en 1944-1945. Sus dimensiones son de 76 cm x 60.5 cm. Representa un altar dedicado a la Virgen de los Dolores que conmemora los siete dolores de la Virgen por la pasión y muerte de Cristo. La autora tenía gran interés en representar esta tradición. Entre 1943 y 1946 dedicó varias obras a los altares de la Virgen, todas con una composición diferente.

## Contexto

### Virgen de Dolores
La imagen de la Virgen de Dolores representa la Pasión y muerte de Cristo. En el siglo XIII, la fundación de los Siervos de María difundió su culto por Europa y en el siglo XVI pasó a la Nueva España.
El Evangelio según san Lucas relata el momento cuando María y su esposo José presentaron a Jesús como ofrenda a Dios en el templo de Jerusalén, el sacerdote Simeón le dijo a la madre: «Este niño está destinado a causar la caída y el levantamiento de muchos en Israel, y a crear mucha oposición, a fin de que se manifiesten las intenciones de muchos corazones. En cuanto a ti, una espada te atravesará el alma». (Luc 2, 34-35)
En las representaciones de la Virgen de Dolores se acostumbra a colocar una espada a la altura de su pecho que hace alusión a los  dolores que sufrió como madre de Cristo. Son siete los momentos dolorosos que pasó la madre de Cristo: La presentación de Jesús en el templo, la huida a Egipto, el momento donde perdió a Jesús hasta que lo encontró en el templo, el encuentro en la Vía de la Amargura, dolor al ver a Jesús en la cruz, el instante donde sostiene a su hijo muerto y el sufrimiento al depositar a su hijo en el sepulcro.

### Altar a la Virgen de Dolores
Generalmente se le representa con un manto negro o morado, las manos suelen ir juntas, una espada a la altura de su pecho, el rostro con expresión de sufrimiento y lágrimas recorriendo sus mejillas.
El altar es una tradición realizada en los días de Semana Santa. Se compone principalmente de flores blancas que simbolizan la pureza de María, frutas cítricas adornadas con banderitas de papel que aluden a la amargura, brotes de trigos que representan el pan de vida, flores de manzanilla, así como papel picado y siete velas que hacen referencia al número de dolores de la virgen. Los jarrones con agua fresca que recuerdan a las lágrimas de María. El color que predomina en el altar es el morado que simboliza el luto.

### María Izquierdo
María Izquierdo fue una pintora mexicana. Nació el 30 de octubre de 1902 en San Juan de los Lagos, Jalisco. Se mudó a la Ciudad de México donde ingresó en 1928 a la Escuela Nacional de Bellas Artes de la Ciudad de México. Su primera exposición individual dio lugar en la Galería de Arte Moderno del Teatro Nacional en la Ciudad de México en 1929. Fue la primera artista plástica en exponer en el extranjero. Mostró sus obras en el Art Center de Nueva York, así como en París, Tokio, Los Ángeles, Río de Janeiro, etc. Compartió años de estudios con el pintor Rufino Tamayo, ambos formaron parte “Contemporáneos” un grupo de escritores y poetas.
Para sus trabajos empleó con frecuencia la técnica de acuarela y óleo. Utilizó el color para representar tradiciones, naturalezas muertas, paisajes, fiestas populares y todos aquellos temas relacionados con su entorno cotidiano. Dedicó varias de sus obras a la representación de los altares a la Virgen de Dolores.

## Descripción de la obra
Viernes de Dolores forma parte de un conjunto de pinturas dedicadas a los altares de la madre de Cristo. En el centro se observa la imagen de la virgen con un manto azul que le cubre la cabeza. Su rostro está direccionado hacia el lado derecho, su mirada la dirige hacia abajo, mientras sus lágrimas se deslizan por las mejillas.
Debajo del retrato se encuentran dos niveles decorados con papel de china. Sobre cada nivel se encuentran varios elementos: dos macetas con brotes de trigo, una rebanada de sandía, cuatro naranjas atravesadas con banderas de papel picado, un jarrón con flores amarillas y velas. El altar está enmarcado con una cortina de encaje blanco transparente que divide el exterior con el interior y ayuda a que el espectador entre y participe en el espacio.
María Izquierdo muestra a la Virgen con una expresión dolorosa. Se caracteriza por su piel morena, ojos negros y facciones gruesas. No está representada en un ambiente sacro o atemporal. La pintura refleja las tradiciones religiosas de los mexicanos.
La pintora modifica el color tradicional púrpura usado en los altares a la Virgen Dolorosa. En su lugar, utiliza una paleta de colores brillantes característicos de México. El trazo simple y las líneas gruesas forman parte de los elementos que caracterizan su trabajo.

## Otros altares de la Virgen de Dolores
En San Juan de los Lagos, ciudad de origen de la pintora, se acostumbra a hacer ofrendas a la Virgen en Semana Santa, por esta razón, la artista dedicó una serie de cuadros para representar la tradición.
María Izquierdo realizó seis obras dedicadas a los altares de la Virgen de Dolores. Todas comparten elementos en común. En el centro colocó la imagen de la virgen con un manto que cubre su cabeza. Debajo se encuentran los niveles cubiertos con papel picado, encima se observan elementos como frutas, veladoras, flores, papel picado y diversas figurillas. Todas las representaciones están enmarcadas con una cortina blanca.
La artista agregó en sus altares elementos que no son comunes en las ofrendas. Añade figurillas de ángeles de alfeñique, esculturas en forma de patos, caballos, etc.